# Goshen (Arkansas)
Goshen is een plaats (town) in de Amerikaanse staat Arkansas, en valt bestuurlijk gezien onder Washington County.

## Demografie
Bij de volkstelling in 2000 werd het aantal inwoners vastgesteld op 752.
In 2006 is het aantal inwoners door het United States Census Bureau geschat op 1006, een stijging van 254 (33.8%).

## Geografie
Volgens het United States Census Bureau beslaat de plaats een oppervlakte van
29,3 km², waarvan 29,0 km² land en 0,3 km² water. Goshen ligt op ongeveer 381 m boven zeeniveau.

## Plaatsen in de nabije omgeving
De onderstaande figuur toont nabijgelegen plaatsen in een straal van 24 km rond Goshen.